# Bell Mobility
Bell Mobility Inc. es un canadiense LTE y HSPA + basado proveedor inalámbrico y la división de Bell Canadá que ofrece servicios inalámbricos en todo Canadá. Bell Mobility y sus afiliados combinados tienen 9,5 millones de suscriptores al final del Trimestre comercial del 2018, lo que lo convierte en el segundo operador inalámbrico más grande de Canadá.
Virgin Mobile Canada, propiedad de Bell, así como Loblaws PC Telecom prepago , operan como MVNO en la red de Bell Mobility. Algunas de las subsidiarias regionales de Bell Canadá continúan operando sus propias redes inalámbricas separadas de (pero generalmente permitiendo roaming con) Bell Mobility; estos son Northwestel (NMI Mobility and Latitude Wireless), Télébec (Télébec Mobilité) y NorthernTel (NorthernTel Mobility). En julio de 2006, Bell Mobility asumió la responsabilidad de las antiguas operaciones inalámbricas de Aliant en el Atlántico canadiensecomo parte de una reestructuración más grande de Bell y Aliant, y continuó haciendo negocios allí como Aliant Mobility hasta que cambió de marca como Bell en abril de 2008.
Bell Mobility es miembro de la British Columbia Technology Industry Association.
En mayo de 2017, Bell completó la compra de MTS, mejorando enormemente el área de cobertura de la red de Bell. Antes de esta compra, la red de Bell cubría solo el corredor de Winnipeg a Brandon, mientras que la red de MTS era la más grande de Manitoba, cubriendo gran parte de Manitoba.

## Redes
Aunque ambos son diferentes e independientes entre sí, las redes CDMA y HSPA + usan las frecuencias de 850 y 1900 MHz.  La red LTE de Bell utiliza la Banda 4 (Servicios inalámbricos avanzados) (AWS 1700/2100 MHz) y la Banda 2 (Servicio de comunicaciones personales) (PCS 1900 MHz) en la mayoría de las áreas de cobertura y la Banda 7 (2600 MHz) en algunas áreas  .
A partir del 30 de abril de 2019, todos los servicios CDMA de Bell han sido descontinuados.

### HSPA +
En octubre de 2009, Telus Mobility y Bell anunciaron planes para desplegar la tecnología  HSPA en 2010 como parte de un esfuerzo por eventualmente actualizarse a la tecnología  LTE.  La red, que utiliza una infraestructura ampliamente compartida, se lanzó el 4 de noviembre de 2009.
Según Bell, la red HSPA + de un solo canal está disponible para el 96% de la población canadiense.  Proporciona velocidades de descarga de hasta 21 Mbit / s, con velocidades típicas que oscilan entre 3½ y 8 Mbit / s.  La red de doble canal, por otro lado, comenzó en 2010 y está disponible para el 70% de la población canadiense.  Puede alcanzar velocidades de descarga de hasta 42 Mbit / s pero con velocidades típicas de 7 a 14 Mbit / s.
La cobertura de la red HSPA + de Bell se encuentra en partes de todas las provincias y territorios canadienses, pero no es posible conducir en Canadá entre la costa del Pacífico y la costa atlántica sin pasar por áreas sin cobertura celular, ya que hay brechas en la cobertura celular en Columbia Británica y Ontario.

### LTE
Bell lanzó  LTE utilizando la frecuencia de 1700 MHz (Banda 4) en Toronto y sus alrededores el 14 de septiembre de 2011. Desde entonces, Bell ha expandido LTE a la mayoría de las áreas de Canadá donde tiene cobertura HSPA, y lanzó LTE a la frecuencia de 2600MHz (Banda 7) para un ancho de banda adicional en marzo de 2012 y en el espectro de 700 MHz (bandas emparejadas LTE banda 12 y banda 13 [incluido el subconjunto de banda 17] y banda 29 no emparejada) en 2014. Bell usará la Banda 13 o la Banda 12 según las provincias.
A partir de mayo de 2017, la cobertura LTE llega al 97% de la población de Canadá, pero hay brechas en la cobertura en comunidades más pequeñas y entre comunidades, donde la red HSPA + de Bell está disponible pero su red LTE no está disponible.
A partir de febrero de 2016, Bell Mobility ha lanzado  voz sobre LTE (VoLTE).

### 5G
En junio de 2020, Bell lanzó servicios 5G en Calgary, Edmonton, Montreal, Toronto y Vancouver utilizando espectro AWS-3 de 1700 MHz (banda n66).  Bell ha utilizado equipos de Ericsson y Nokia Networks.

### Resumen de radiofrecuencia
| Rango de frecuencia          | Número de banda | Descripción               | Clase   | Estado              | Nota (s) |  |
| ---------------------------- | --------------- | ------------------------- | ------- | ------------------- | --- |  |
| 850 MHz CLR                  | 5               | UMTS/HSDPA/HSPA+/DC-HSPA+ | 3G/"4G" | Activo              | Respaldo para llamadas y datos HSPA +. |  |
| 1,900 MHz PCS                | 2               | UMTS/HSDPA/HSPA+/DC-HSPA+ | 3G/"4G" | Activo              | Respaldo para llamadas y datos HSPA+. |  |
| 850 MHz CLR                  | 5               | LTE                       | 4G      | Activo / Desplegado | Utilizado para ancho de banda adicional dentro de las ciudades y cobertura rural. Redistribuido de la red CDMA de desmantelamiento en todo el país. También rediseñado desde la red UMTS de 850 MHz en algunas áreas. |  |
| 1,900 MHz PCS                | 2               | LTE/LTE Advanced          | 4G      | Activo / Desplegado | La banda LTE secundaria se está desplegando y utilizando para la cobertura LTE / LTE avanzado. Re-cultivado de la red CDMA de desmantelamiento. También rediseñado desde la red UMTS de 1.900 MHz en algunas áreas.   |  |
| 700 MHz A/B/C/Upper C1-2/D/E | 12/17/13/29     | LTE/LTE Advanced          | 4G      | Activo / Desplegado | Utilizado principalmente en zonas rurales / cobertura rural. También se utiliza para proporcionar cobertura Dual o Tri-band LTE Advanced dentro de los límites de la ciudad.                                          |  |
| 1,700/2,100 MHz AWS          | 4               | LTE/LTE Advanced          | 4G      | Activo              | Banda LTE principal utilizada en todo el país. También se utiliza para proporcionar cobertura LTE Advanced. |  |
| 2,600 MHz IMT-E              | 7               | LTE/LTE Advanced          | 4G      | Activo / Desplegado | Se encuentra en mercados seleccionados, pero se desarrolla lentamente en nuevos mercados junto con la cobertura LTE Advanced.                                                                                         |  |
| 1,700/2,100 MHz AWS-3        | n66             | Sub 6GHz- NR              | 5G NR   | Activo / Desplegado | Red de primera generación 5G (no independiente). |  |

## Servicios

### Historia
La primera conversación telefónica en Canadá tuvo lugar en la red Bell entre Jean Drapeau y Art Eggleton, los alcaldes de Montreal y Toronto, el 1 de julio de 1985.
El primer cliente de telefonía celular en Canadá fue Victor Surerus, un director de funeraria itinerante de Peterborough, Ontario, que compró un teléfono de $ 2,700 CAD y obtuvo una suscripción de servicio con Bell Canada en julio de 1985.
Bell Mobility suspendió su red móvil analógica Sistema avanzado de telefonía móvil (AMPS) en febrero de 2008.

### Servicios actuales
- BlackBerry Internet Service
- Telefonía
- SMS y  MMS

Bell ofrece un servicio para verificar saldos de cuentas, minutos y megabytes de datos móviles utilizados, agregar funciones y respuestas a preguntas frecuentes.  El servicio se llama TCARE, abreviatura de cuidado de mensajes de texto.  Se utiliza enviando un mensaje en blanco al número de teléfono TCARE (82273).

### Internet móvil
Bell ofrece cuatro planes exclusivos de Internet y varios planes y complementos smartphone para clientes que desean acceder a banda ancha móvil.
Bell ofrece varias asignaciones de datos fijos: 10, 20, 100, 300 y 500 MB, así como de 1 a 6 GB, 10 GB y 15 GB.  El complemento de 20 MB es una asignación diaria, mientras que los demás son asignaciones mensuales.
Planes de datos flexibles también están disponibles.  Esto se usa para los planes solo de Internet de Bell Mobility y algunos planes de teléfonos inteligentes, que comienza con un cierto límite de uso en un nivel inferior.  si esto se supera, el cliente pasa al siguiente nivel superior con una asignación ligeramente mayor. <! - Anteriormente, el servicio se desconectaba por el resto del mes una vez que se habían utilizado 15 GB de datos y se reanudaba el mes siguiente o llamando a Bell para permitir el uso de pago por megabyte.  Ahora Bell se cargará automáticamente cuando se excedan los 15 GB.  --->
El flexible "plan flexible Turbo Hub" de Bell difiere en que los clientes tienen que pagar una prima si desean aumentar las velocidades teóricas máximas de 7.2 Mbit / sa 21 Mbit / s.  No se incluye ningún uso adicional al pagar la actualización de velocidad.  La política de Bell es permitir solo la venta del servicio Turbo Hub con sus propios dispositivos Turbo Hub.
| Nivel mensual | Límites mensuales de ancho de banda | Turbo Hub                                                                                               | Velocidades                 | Velocidades | Multiplicador de uso excesivo |
| Nivel mensual | Límites mensuales de ancho de banda | Turbo Hub                                                                                               | Descargar                   | Subir       | Multiplicador de uso excesivo |
| ------------- | ----------------------------------- | --- | --------------------------- | ----------- | ----------------------------- |
| Primero       | 2 GB                                | Ericsson W35 (descontinuado), NetGear MBR1210 (4G), NetGear MVBR1210C (4G + Voz), NetGear MBR1516 (LTE) | 7.2 Mbit/s (some 21 Mbit/s) | 5.76 Mbit/s | 7 veces de GB extra           |
| Segundo       | 5 GB                                | Ericsson W35 (descontinuado), NetGear MBR1210 (4G), NetGear MVBR1210C (4G + Voz), NetGear MBR1516 (LTE) | 7.2 Mbit/s (some 21 Mbit/s) | 5.76 Mbit/s | 4 veces de GB extra           |
| Tercero       | 10 GB                               | Ericsson W35 (descontinuado), NetGear MBR1210 (4G), NetGear MVBR1210C (4G + Voz), NetGear MBR1516 (LTE) | 7.2 Mbit/s (some 21 Mbit/s) | 5.76 Mbit/s | 4 veces de GB extra           |
| Cuarto        | 15 GB                               | Ericsson W35 (descontinuado), NetGear MBR1210 (4G), NetGear MVBR1210C (4G + Voz), NetGear MBR1516 (LTE) | 7.2 Mbit/s (some 21 Mbit/s) | 5.76 Mbit/s | 10 veces de GB extra          |

- El plan de Internet inalámbrico de Bell comienza en el nivel inicial de 2 GB.  Si se supera esto, el nivel aumenta automáticamente hasta 5 GB, luego hasta 10 GB y luego hasta 15 GB como nivel final.  Hay cargos adicionales si uno supera el nivel de 15 GB.

Algunos clientes tienen un plan o complemento ilimitado de Internet móvil.  Por lo general, se limitan a dispositivos más antiguos y más lentos  CDMA, como el ahora descontinuado Palm Pre, y normalmente no se pueden usar para la conexión a menos que el dispositivo sea un módem de banda ancha móvil.  Su marca activa Virgin Mobile Canada también tiene cuentas protegidas con banda ancha móvil ilimitada.

### TV móvil y radio
Bell Mobile TV se lanzó para Bell teléfono inteligente el 18 de octubre de 2010.

### Push-to-talk
El 24 de abril de 2012, Bell lanzó un servicio mejorado  Push-To-Talk (PTT).  Está alimentado por la red más nueva de Bell HSPA +, en contraste con el antiguo servicio PTT del operador (titulado oficialmente 10-4) que utilizaba la red  CDMA.  El servicio HSPA + está disponible a una tarifa plana para el servicio ilimitado de Bell-to-Bell PTT desde y hacia Canadá.  El servicio mensual puede comprarse solo o agregarse a cualquier plan a un costo menor.  El roaming PTT en Estados Unidos u otros países se factura por megabyte.  Un megabyte ofrece aproximadamente diez minutos de tiempo de conversación PTT.  En consecuencia, Bell ofrece aproximadamente de 100 a 400 minutos de itinerancia PTT para viajar en los EE. UU.

### Servicios descontinuados
Bell lanzó un servicio de videollamadas patentado el 4 de noviembre de 2009 para ciertos teléfonos móviles HSPA +.  El servicio presentaba un costo de $ 5  CAD por mes para videollamadas ilimitadas. Fue compatible con LG Xenon,  Nokia C6, Nokia N97, Samsung Galaxy S Vibrante, Samsung Omnia II y  Samsung Wave.  Todos estos dispositivos han sido descontinuados.  Se desconoce si un no Samsung Galaxy S de Bell , o incluso el Samsung Galaxy S II de Bell, es compatible con el servicio de videollamadas.  Sin embargo, estos dispositivos basados en  Android pueden usar el Google Talk incluido para videoconferencia siempre que tengan una conexión a Internet disponible.

## Publicidad
En conjunto con los Juegos Olímpicos de 2006, Bell Mobility introdujo un par de castores CGI antropomórficos llamados Frank (con la voz de Norm Macdonald) y Gordon (con la voz de Ken Hudson Campbell),

## Crítica

### Restricciones de funciones
Algunos clientes [¿quién?] de Bell Mobility han afirmado que las funciones de sus teléfonos se han restringido.  Esta acción se conoce típicamente como "paralizante".  Ejemplos de reclamos de características restringidas son la imposibilidad de realizar transferencias de archivos Bluetooth, por ejemplo con el perfil OBEX o con un cable USB.  Las restricciones también incluyen aumentar el tiempo de bloqueo del GPS (2–10 minutos) y la resolución (1-2.5 km) de aplicaciones de terceros mientras se mantiene la velocidad (10-15 s) y la precisión (10–25 m) de la marca GPS Nav programa.  El servicio GPS Nav cuesta $ 10 / mes o $ 3.50 / día además del costo de un plan de datos.  Los teléfonos afectados incluyen BlackBerry 8830 World Edition, BlackBerry 8130 Pearl y BlackBerry 8330 Curve.
También se afirma que Bell Mobility restringe deliberadamente estas características para obligarlos a usar los servicios de datos y, como resultado, pagar más cargos de uso.  Los métodos para evitar estas restricciones son utilizar una tarjeta de memoria externa o un software como BitPim.  Antes de comprar un teléfono o dispositivo PDA, se recomienda investigar las capacidades y la falta de las mismas [¿quién?], ya que algunas de las funciones deseadas pueden faltar en la elección inicial.
al mismo tiempo, supuestamente Bell Mobility retiene las actualizaciones de firmware, especialmente para dispositivos que no cumplen con las expectativas de ventas.  Si bien algunas SKU reciben actualizaciones de manera regular, Bell Mobility se muestra reacio a lanzar actualizaciones que agreguen mejoras al producto, centrándose solo en las versiones de firmware que solucionan problemas.  A menudo, esas actualizaciones no están disponibles también. [cita requerida]

### Planes de datos
En diciembre de 2007, la BBC informó que un cliente con un plan de navegador móvil ilimitado de $ 7 / mes recibió una factura de $ 85,000. El cliente había usado su teléfono como módem inalámbrico para su computadora, por lo que los datos transferidos no estaban incluidos en el plan ilimitado del navegador móvil del cliente.
Bell Mobility ahora publica en detalle el uso aceptable de datos en los términos de servicio. La BBC informó que "los canadienses se quejan de que sus tarifas de telefonía móvil son mucho más altas por servicios comparables en los Estados Unidos".

### Mensajes de texto
En julio de 2008, junto con Telus Mobility Bell presentó cargos de 15 ¢ por mensajes SMS entrantes.  Los críticos se apresuraron a señalar que no hay forma de bloquear las tarifas de mensajes entrantes y sugirieron que Bell y Telus estaban fijando los precios ya que ambos habían anunciado las tarifas simultáneamente. Bell (y Telus) ahora están siendo demandados por consumidores y suscriptores frustrados, ya que exigen un cambio en los cargos por mensajes de texto. Muchos clientes se sintieron frustrados porque esta tarifa también se aplica a los clientes existentes con contratos en curso.

## Productos
Bell ofrece teléfonos con funciones y teléfonos inteligentes que admiten HSPA y LTE, y generalmente son los mismos que ofrecen los otros dos grandes operadores en Canadá, Rogers Wireless y Telus Mobility.

### Productos heredados
Debido a la antigüedad de la tecnología implementada por Bell, Bell Mobility ya no vende los teléfonos inteligentes CDMA.

## Presencia minorista
Además de dirigir sus propias operaciones minoristas, Bell es copropietario Glentel junto con su principal rival de telecomunicaciones y medios,  Rogers.  Bell Mobility también distribuye a través de Cellcom Communications independiente, principalmente en el área Gran Montreal.  Bell adquirió la propiedad de The Source (anteriormente conocido como  RadioShack) para aumentar su presencia minorista.